# 老挝鳄属
老挝鳄属（学名：Laosuchus）为迟滞鳄目的一个属。

## 下属物种
本属包括以下物种：
- 匈奴老挝鳄 Laosuchus hun Liu & Chen, 2021
- Laosuchus naga Arbez, Sidor & Steyer, 2018[2]